# 경일대학교
경일대학교(慶一大學校, Kyungil University)는 대한민국 경상북도 경산시에 소재한 사립 대학이다.
청구대학과 그 후신인 영남대학교의 부설학교로 설립되었지만, 1973년 학교법인 일청학원의 인수 이후 단설로 독립하여 전문대학과 개방대학, 산업대학을 거쳐 일반대학으로 개편되어 현재에 이른다. 영문 약칭으로 KIU를 사용하며, 국문 약칭으로 경일대(慶一大) 등을 사용하고 있다. 1963년 설립 당시 병설고등전문학교였지만, 1996년 일반대학 개편 이후 규모가 커져 2022년 기준 6개 단과대학, 52개 학부 전공, 일반대학원과 1개 특수대학원으로 구성한다.
평생교육원 등 7개 부속시설과 도시문제연구소, 정보융합연구소 등 24개 연구소를 갖추고 있다.

## 연혁
1963년 1월 28일, 청구대학에 의하여 청구대학병설공업고등전문학교가 설립되었다. 3월 11일, 현재의 대구광역시 국채보상로 611 일대에서 개교하였다. 1967년 12월 29일, 본교인 청구대학이 대구대학과 통합하여 영남대학교로 개편됨에 따라 영남대학교병설공업고등전문학교로 교명을 변경하였다. 1968년 2월 1일, 현재의 대구광역시 아양로 218 일대로 교사를 이전하였다. 1973년 7월 25일, 학교법인 일청학원에서 학교를 인수하며 학교가 단설로 독립, 영남공업고등전문학교로 교명을 변경하였다. 1974년 11월 22일 영남공업전문학교로 개편되었고, 1975년 6월 15일에 경북공업전문학교로 교명을 변경하였다. 1978년 12월 28일, 전문대학으로 편제가 개편되며 경북공업전문대학으로 교명을 변경하였다. 1985년 3월 4일, 경북개방대학으로 개편되었고, 1986년 2월 28일에 산업대학인 경북산업대학으로 개편되었다.
1992년 3월 1일, 교명을 경북산업대학교로 변경하였다. 1994년 8월 20일, 현재의 교사로 이전하였으며, 1996년 11월 30일, 일반대학으로 개편하며 경일대학교로 교명을 변경하여 현재에 이르고 있다.

## 교육편제

### 학부
경일대학교는 SMART엔지니어링대학, SMART라이프대학, SMART스포츠대학, 기업인재대학, 미래융합대학 등 5개 단과대학 아래 13학부, 21학과, 30전공을 설치하고 있다.
한편, 후지오네칼리지를 편제하여 하위로 자율전공학부 등을 편제하고 있다.

### 대학원
경일대학교 대학원은 일반 1개원, 특수 1개원으로 구성한다. 일반대학원은 석사 과정 23학과, 박사 과정 21학과를 지원한다. 특수대학원으로 K-글로벌대학원을 설치하고 있다.

## 위상

### 대외 평가
2014년, 산학협동재단은 경일대학교를 산학협력 최우수 대학으로 선정한 이력이 있다.
2016년 실시된 산업계 관점 대학 평가에서 기계, 자동차, 건축 등 3개 부문에서 최우수 평가를 받은 이력이 있다. 이듬해 평가에서는 소프트웨어 부문에서 최우수 평가를 받았다.
또한 2018년 실시된 대학기본역량진단에서 자율개선대학에 선정된 이력이 있다. 이어 경일대학교는 한국경제신문 등에서 선정한 대학 취업·창업 역량 평가에서 11위에 선정되었다.

## 같이 보기
- 청구대학
- 영남대학교